# Adilabad (Distrikt)
Adilabad (Telugu: ఆదిలాబాదు జిల్లా; Urdu آدل آباد ضلع) ist ein Distrikt im Bundesstaat Telangana in Indien. Hauptort des Distrikts ist Adilabad.

## Geographie
Der Distrikt liegt in der Hochebene des Dekkan an der Nordspitze Telanganas an der Grenze zu Maharashtra (Regionen Vidarbha und Marathwada, Distrikte Nanded, Yavatmal und Chandrapur). Die nördliche Distriktgrenze wird zum größten Teil vom nach Osten fließenden Fluss Penganga gebildet. Die angrenzenden Distrikte in Telangana sind im Süden Nirmal und im Osten Kumuram Bheem Asifabad.

## Geschichte

Distrikt Adilabad in Telangana im Juni 2014

Der Distrikt Adilabad wurde im Jahr 1905 im Rahmen einer größeren Verwaltungsreorganisation im damaligen Staat Hyderabad in Britisch-Indien neu gebildet. Die Distriktgrenzen blieben bis zur Auflösung des Staates Hyderabad im States Reorganisation Act 1956 unverändert. 1956 kam der größte Teil des Distrikts zum Bundesstaat Andhra Pradesh, ein kleiner westlicher Teil (Taluks Rajura, Kinwat und Teile Boaths) ging an den Bundesstaat Bombay (ab 1960 Maharashtra). 2014 wurde die Region Telangana ein eigener Bundesstaat und im Jahr 2016 erfolgte eine neue Distrikteinteilung in 31 statt der bisherigen 10 Distrikte. Dabei wurden aus dem bisherigen Distrikt Adilabad die neuen Distrikte Kumuram Bheem Asifabad, Nirmal und Mancherial herausgelöst. Die Distriktfläche Adilabads verkleinerte sich dadurch von 16.105 km² auf 3.971,31 km² und die Bevölkerungszahl nahm von 2.741,239 auf 708.972 Einwohner ab (bezogen auf den Zensus 2011).
Im Distrikt sind seit längerem maoistische Terroristen (Naxaliten) aktiv.

## Bevölkerung
Bei der Volkszählung 2011 wurden 708.972 Einwohner gezählt (bezogen auf die Grenzen ab 2016) – 356.407 Männer (50,27 %) und 352.565 Frauen. Die Urbanisierungsrate betrug 23,66 % und lag damit deutlich unter dem Durchschnitt Telanganas (38,88 %). Die Alphabetisierungsrate lag mit 63,46 % (Männer 73,48 %, Frauen 53,40 %) ebenfalls etwas unter dem Bundesstaatsdurchschnitt (66,54 %). 99.422 Personen (14,02 %) gehörten zu den scheduled castes und 224.622 (31,68 %) zu den scheduled tribes, d. h. der registrierten indigenen Stammesbevölkerung (Adivasi).

## Verwaltung
Der Distrikt Adilabad ist in 18 Mandals, denen jeweils ein Tahsildar vorsteht, eingeteilt.
| Sub-Distrikte im Distrikt Adilabad |                |              |            |          |        |
| Adilabad Rural                     | Adilabad Urban | Bazarhatnoor | Bela       | Bheempur | Boadh  |
| Gadiguda                           | Gudihatnoor    | Ichoda       | Indravelly | Jainath  | Mavala |
| Narnoor                            | Neradigonda    | Sirikonda    | Talamadugu | Tamsi    | Utnoor |

## Wirtschaft
Der Distrikt ist landwirtschaftlich geprägt. Nach der Volkszählung 2011 waren 349.121 Personen (49,24 % der Bevölkerung) als arbeitend registriert, davon 126.363 (36,19 %) als Bauern (cultivators), 119.664 (34,28 %) als Landarbeiter (agricultural labourers), 10.313 (2,95 %) als in Heimindustrien (household industries) Arbeitende und 92.781 (26,58 %) als sonstige Arbeitende. Nach Angaben aus dem Jahr 2016 wurden 199.006 ha für den Feldbau genutzt. Auf mehr als der Hälfte der Fläche wurde Baumwolle angebaut, gefolgt von Gartenbaufrüchten, Straucherbsen (red gram), Sorghumhirse (jowar) u. a. m. Der ganz überwiegende Teil der landwirtschaftlichen Betriebe waren Klein- und Kleinstbetriebe (82.963 ha bis 2 ha Abbaufläche, 31.113 ha mit 2–4 ha Anbaufläche).

## Besonderheiten

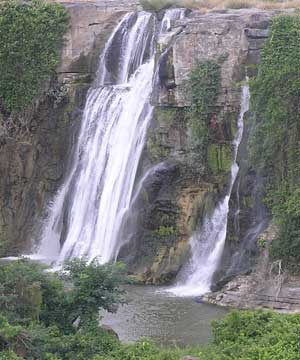
Kuntala-Wasserfall

Im Distrikt gibt es mehrere Natursehenswürdigkeiten. Dazu zählt der Kuntala-Wasserfall, der mit etwa 45 Metern Fallhöhe höchste Wasserfall Telanganas am Fluss Kadam im Mandal Neredigonda. 19 Kilometer entfernt findet sich mit dem Gayatri-Wasserfall ein weiterer Wasserfall am Kadam.